# 片瀬のぞみ幼稚園
片瀬のぞみ幼稚園（かたせのぞみようちえん）は、神奈川県藤沢市片瀬にある私立幼稚園。

## 概要・沿革
- キリスト教精神に基づき、神様の守りの中で、のびのびと育ち、神と人に愛され、自然に親しみ、大切にし、元気に遊べる子どもに育てることを基本方針として1950年04月01日に開設された[1]。
- 2015年3月20日 湘南の散歩道をきれいにする会に同行し、片瀬の西浜橋周辺の歩行者道に芝桜の植え付けを行った[2]。

## 教育目標
≪自然の中で自由に育つ子どもたち≫ 
- 神と人に愛される子ども
- のびのびと遊ぶ子ども
- 自然に親しみ、自然を大切にする子ども

## 交通
- 江ノ島電鉄線（江ノ電）、湘南海岸公園駅より、徒歩3分